# ゲサリック
ゲサリックまたはゲサレック （Gesalic、Gesalec、? - 511年）は、西ゴート王（在位：507年 - 511年）。ヴイエの戦いでフランク族に敗退してヒスパニアに退却し、新たな王国に臣民を導いた、王の庶子である。
ゲサリックについてセビリャのイシドールスは、生まれが低く、能力がなく、失態に終わったと述べている。

## 選ばれた王
ヴイエの戦いで生き残った西ゴート貴族たちは、アラリック2世の亡骸を火葬して、王の正妃テオデゴンダ（東ゴート王テオドリックの娘）が生んだ幼いアマラリックを差し置いて、王の庶子ゲサリックを新たな王に選んだ。このため、アラリック2世の嫡子にして東ゴート王の孫であるアマラリックの王位継承を求める東ゴート王国が反対した。
ヴイエの戦いで自らの価値を証明した若い戦士たちと東ゴートの摂政たちが行ったゲサリック即位の選択は、庶子に有利に働き、西ゴート軍は救援を求めた。
スペインの歴史家ラモン・メネンデス・ピダル（en）が明らかにしているように、当時の君主制は世襲ではなかったのでゲサリックが簒奪したとみなすべきでない。内紛が、セプティマニアやプロヴァンスの一部地域を除いて、ガリアにおける領土を全て失うというヴイエの戦いの結果を招いたのである。

## ヒスパニアにおける敗退
507年から508年にかけ、フランク族とブルグント族はトゥールーズの西ゴート王国を占領した。フランク族はトゥールーズを陥落させ火を放った。クローヴィス1世の同盟者であるブルグント族はナルボンヌを落とした。ロデーズ、ベジエ、カルカソンヌもフランク族に落とされた。
東ゴートの支援を受けて、セプティマニア全土を手中に収めようとするフランク族とブルグント族の進軍を徐々に緩めさせ、ナルボンヌに西ゴートの首都を置いた。しかしイタリアにいたテオドリックは、孫を王位につける準備を進め、いまだガリア・ナルボネンシスの領域を支配する西ゴート王国を救うつもりだった。ガリア・ナルボネンシスは、ナルボンヌ、アルル、マルセイユといった主要都市を抱えるセプティマニア、プロヴァンスといった国を含んでいたからである。
ブルグント王グンデバルドは、ゲサリックが宮廷を置いていたナルボンヌを包囲した。聖イシドールスが『大いなる恥辱を持って、そしてゲサリックの戦士たちが大量虐殺されて』と述べたように、首都は失われた。ゲサリックはバルセロナに移って宮廷を開いた。
軍はフランク族とブルグント族の国境であるローヌ川とアルルを包囲した。アルルの町はカトリックの司教聖セサリウスの裏切りに関わらず、誰の手も借りずに西ゴート軍に抵抗した。東ゴート王テオドリックは、孫アマラリックの領土とみなすアルルの救援にやってきた。テオドリック配下のイッバスがアルルを解放した。この戦いの結果、カルカソンヌを包囲していたクロヴィス1世が退却した。
フランク族、ブルグント族との和平が達成されると、イッバスはゲサリックのいるバルセロナへ向かった。

## ヒスパノ・ローマ人との共生
西ゴート族が最終的にヒスパニア定住を行った507年頃、征服者が20万人ほどであるのに対し、ヒスパノ・ローマ人はおよそ700万人であった。文化や生活様式の衝突は、ヒスパノ・ローマ人に対し異なる宗教と政治が行われてきたため避けようがなかった。西ゴート族がhospitalitasを行ったとき、土地の分配はローマ帝国の法律に沿って行われた。土地は3つに分割された。土地の2/3を西ゴート人が受け取ったが、王家の認可がなければ残りの1/3を手に入れることができなかった。異人種間結婚は死刑に値するとして禁止された。

## アフリカ逃亡
トゥールーズとナルボンヌを失った後の臆病者に、東ゴートのテオドリックはフランク族の脅威はそのままにして孫の即位を要求した。510年頃、派遣されたイッバスは、バルセロナ近郊でゲサリックを退け退位させた。逆境にもかかわらず、ゲサリックはヴァンダル王トラスムンドの助けを借りて北アフリカへ逃れた。
その後の西ゴート王国はテオドリックが摂政を務める中幼いアマラリックが王となったが、一方ではゲサリックの支持者が彼を復位させようとしていた.。

## 帰還と死
511年、ゲサリックはヒスパニアに戻った。聖イシドールスによれば彼はアクイタニアの統治権を主張し、復位についてクロヴィス1世から完全な支援を得ないまま1年あまり身を隠していた。小規模な軍勢を従えバルセロナからわずか12マイルという場所で再びイッバスと対戦し、彼は逃亡しようとして捕らえられた。そしてガリアとの境界であるドルクシオ川で、東ゴート軍によって殺害された。その数ヵ月後の511年11月27日、クロヴィス1世が死んだ。

## 摂政時代
テオドリックが幼い孫アマラリックの摂政であった期間は、いわば東ゴートによる支配の時代で、東西のゴート族が平和に共存した。